# ネコジャラ物語
『ネコジャラ物語』（ネコジャラものがたり）は、1990年12月14日にゲームボーイ用ソフトとしてKEMCOから発売されたロールプレイングゲームである。

## 概要
ネコの世界を舞台とした作品で、ネコにされた主人公が王家の家宝を取り返し人間に戻るためにネコの国を冒険し、擬人化されたネコ達や動物と共にネコ目線でゲームが進む。基本システムは同社『セレクション 選ばれし者』を踏襲しており、アドベンチャーゲームのような画面で「みる」、「はなす」、「たたく」といったコマンドを使いながらゲームを進めていく。移動は3Dマップで構成されたフィールド上を進みたい方向に矢印を合わせて進み、フィールド上の●(黒丸)と重なると雑魚敵との戦闘になる。戦闘を行うメンバーは主人公1人で、武器による攻撃、魔法、アイテムを駆使して戦う。主人公のHPが0になるとこばん(所持金)が0になった上で執事の所から再スタートとなる。その他、「戦闘中、敵が異種族同士だと同士討ちをする事がある」、「雑魚敵との戦闘中、他の雑魚敵が乱入してくる事がある」といった事も『セレクション』と共通している。また、各所で手に入る福引カード(ハートマークが2つ付いているカード)を使う事で、特定の場所で福引をする事が出来る。福引では通常は手に入らない、もしくは手に入りにくい様々なアイテムや装備品が手に入る。ゲームの進行状況は執事の所でセーブする事が出来る。

### ネコポン
本作のオリジナル要素であり、ネコの世界でのストレスを表す。画面中に数値で表示され、低すぎる場合(0~29%)は攻撃力、防御力、すばやさが半分から4分の3程度まで下がり、逆に高すぎる場合(80~100%)は「まほう」、「もちもの」といったコマンドを移動中や戦闘中に使う事が出来なくなる。ネコポンは移動中に無生物へ話しかける、関係無いものを叩くなどの無意味な行動をしたり、戦闘中に攻撃が外れるなどすると溜まり、逆にアイテムを入手する、キャラクターを叩く(一部例外あり)などすると減る。ネコポンがある程度まで高いと会心の一撃が出やすくなるほか、一定確率で強力な必殺技が発動する事がある。ただし、必殺技が発動するとネコポンは0になってしまう。

## ストーリー
ある朝、主人公は目覚めると猫へとなっていた。そして目の前には2匹の猫。
猫の国「キャットランド」の国王で、キングと名乗る猫は、主人公に王家の家宝が盗まれた事、その家宝を主人公に取り戻して欲しい事、そして人間へと戻る薬は自分が持っている事を告げると、立ち去ってしまう。主人公は執事猫から事情を聞き、家宝を、そしてそれを取り返すために必要なトライアングルと呼ばれる3つの武器・防具を手に入れるため、しかたなく冒険へと出かける事となる。
しかし、それとは別に、キャットランドの城「ゴロニャン城」では、また他の事件が起ころうとしていた。

## 舞台
ふしぎなもり
ゲームの開始地点。「つきのみえるおか」、「カツブシがはら」、「きになるき」といった場所がある。
ニャンタラやま
「ふしぎなもり」の北にあるツメとぎしの住む山。「トラさんショップ」、「つけものや」がある。
まねきのみずうみ
「ニャンタラやま」の入り口のすぐ近くにある湖。湖底には「コトブキおんせん」がある。
いわば
「ふしぎなもり」の近くにある「ニボシがわ」を渡った先にある岩場。うらないオババが住んでいる。
やみのどうくつ
「カツブシがはら」から行ける洞窟。「ちてい」へと繋がっている。
ちてい
「やみのどうくつ」を抜けた先に広がる地底空間。地底ネコ達が住んでおり、奥には「まねっこいけ」がある。
たからのどうくつ
「ちてい」の奥に存在する洞窟。大量の宝箱が置いてある。
シバレルカちほう
キャットランドの北にある一年中氷に覆われた地方。「ペロのながぐつ」無しで進入すると即死してしまう。
ようかいどおり
「シバレルカちほう」の奥にある。化けネコが多数住んでおり、出してくるクイズに正解するまで道をとうせんぼしてくる。
ゆきのどうくつ
「シバレルカちほう」にある洞窟。アフロデーテはここに隠れている。
ゴロニャンじょう
キャットランドの城。ストーリー後半、イヌだいおうに乗っ取られる。地下には「まやかしのめいろ」が広がる。

## 用語
トライアングル
キャットランドに伝わる最強の武器・防具。それぞれ「ヒョウのツメ」、「ライオンのキバ」、「トラのケガワ」の3つ。ストーリー序盤はこれらを集める事が目的となる。
イリュージョン
「ちてい」にある花。幻の花と呼ばれており、これを咲かせる事が地底ネコ達の悲願となっている。花の蜜は目が覚めるほど美味しいらしい。
ねこめいし
キャットランドの王家に伝わる石。邪悪なる者の真実の姿を暴く力を持つ。

## 登場キャラクター
ここで述べる者以外にも、登場するほぼ全てのネコが固有の名前を持っている。

### メインキャラクター
マーク
本作の主人公。キングによってネコにされ、人間に戻るために王家の家宝を探し出す事となる。通常攻撃だけでなく魔法も使う事が出来る。
キング
ネコの国、キャットランドの国王。王家の家宝を取り戻してもらうため、主人公をネコにする。
ミュウ
キャットランドの王女。ストーリー後半、ゴロニャン城に閉じ込められる事となる。
しつじ
キングに仕える執事のネコ。パワーボールによるHP、MPの回復や、セーブボールによるデータのセーブを行ってくれる。また、ゲームの進行状況に応じて様々な情報を主人公に伝える。
ニャームスポンド
情報局に所属するネコ。しつじと同じくゲームの進行状況に応じて様々な情報を主人公に伝える。「イキなサングラス」がトレードマーク。

### サブキャラクター
トラさん
トラさんショップで商売をしているトラネコ。こばんを支払う事で様々な商品を売ってくれる。なお、福引所のネコも同じ容姿をしている。
ほらふきじじい
森の東にあるほら穴に住む老ネコ。問いかけに対し正しい受け答えをすると「ボロボロのつめ」を貰う事が出来る。
アサシオ
道に座ってとうせんぼしているネコ。主人公曰く「銅像か漬物石になるしか役に立ちそうにない」。
ツメとぎし
「まねきのみずうみ」にある「コトブキおんせん」で出会うネコ。貰った「ボロボロのつめ」を磨いてくれる。
うらないオババ
「いわば」に住む老婆のネコ。有料で占いをしてくれる。
ちょうろう
白い毛と赤い目を特徴とする地底ネコ達の長老。幻の花イリュージョンを咲かせる事を条件に、トライアングルのひとつ「ライオンのキバ」を譲ってくれる。
ガリレオ
地底ネコの1匹。本を抱え賢そうな外見をしている。地底にある「まねっこいけ」の水を引かせる方法を主人公に教えてくれる。
シャモン
ネコの修行僧。主人公に「ペロのながぐつ」を渡してくれる。
ゼウス
「シバレルカちほう」に住むネコ神様。化けネコに天使の輪を盗まれ、それを取り返すよう主人公に命令する。妻のアフロデーテとは現在、別居している。
アフロデーテ
ゼウスの妻である太ったネコ。ゼウスと夫婦喧嘩し、現在は家出している。トライアングルのひとつ「トラのケガワ」を持っている。
ネコパパ
ゴロニャン城で門番をしているネコ。妻子持ち。「まねきのみずうみ」に時々流れてくるスイカが大好物。
マイク
ゴロニャン城で兵士をしているネコ。ミケという妹がいる。
ブラックマチャ
ゴロニャン城の池の主である怪物。池に「てつのおの」を投げ込むと姿を現し、正しい受け答えをすると「きんのおの」を貰う事ができる。
イヌだいおう
ストーリー後半、ゴロニャン城を乗っ取るイヌ族の王。「ねこめいし」を探している。

## 移植版
| No. | タイトル       | 発売日        | 対応機種                     | 開発元 | 発売元 | メディア                              | 型式 | 備考                 | 出典              |
| --- | -------------- | ------------- | ---------------------------- | ------ | ------ | ------------------------------------- | ---- | -------------------- | ----------------- |
| 1   | ネコジャラ物語 | 2010年9月17日 | FOMA903、703以降 （iアプリ） | ケムコ | ケムコ | ダウンロード （ケムコスペース200）    | -    | リメイク版           | [ 6 ]             |
| 2   | ネコジャラ物語 | 2012年7月25日 | ニンテンドー3DS              | ケムコ | ケムコ | ダウンロード （バーチャルコンソール） | -    | ゲームボーイ版の移植 | [ 2 ] [ 7 ] [ 8 ] |

## 評価
ゲーム誌『ファミコン通信』の「クロスレビュー」では合計26点、『ファミリーコンピュータMagazine』の読者投票による「ゲーム通信簿」での評価は以下の通り、19.67点（満30点）となっている。
| 項目 | キャラクタ | 音楽 | 操作性 | 熱中度 | お買得度 | オリジナリティ | 総合  |
| 得点 | 3.29       | 3.24 | 3.11   | 3.45   | 3.21     | 3.37           | 19.67 |